# Lourdes Gourriel
Lourdes Gourriel Delgado (Sancti Spíritus, 9 marzo 1957) è un giocatore di baseball cubano.
È il padre di Yulieski Gurriel e Lourdes Gurriel Jr., entrambi giocatori di baseball professionisti militanti nella Major League Baseball.

## Palmarès

### Olimpiadi
- Oro a Barcellona 1992.

### Campionato mondiale di baseball
- Oro a Tokyo 1980;
- Oro a Havana 1984;
- Oro a Olanda 1986;
- Oro a Roma 1988;
- Oro a Edmonton 1990;
- Oro a Managua 1994.